# Balasan
Balasan és un riu de l'Índia a Bengala Occidental, districte de Darjeeling. Neix al Jagat Lepcha a pocs quilòmetres al sud-oest de Darjeeling i corre cap al sud fins que es divideix en dos rius, un anomenat el Nou Balasan que desaigua al Mahanadi per la seva dreta just a sota de Siliguri; i l'altra el Vell Balasan, continua cap al sud fins al Ganges. Els principals afluents són el Rangbang i el Rangmuk.